# 12月29日
12月29日是公历一年中的第363天（闰年第364天），离全年结束还有2天。

## 大事记

### 19世紀以前
- 418年：教宗博義一世就任教宗。
- 1170年：英格兰天主教坎特伯里總教區總主教贝克特在坎特伯里大教堂被国王亨利二世派出的4位骑士刺杀身亡。
- 1427年：明朝撤军升龙，结束对大越国的占领。次年，大越国黎利建立黎初朝

### 19世紀
- 1845年：美國依先前通過之《德克薩斯併吞案》將德克薩斯共和國并入美國聯邦中，成为美国的第28个州德克薩斯州。
- 1860年：為了因應法國海軍新建的鐵甲艦，英國皇家海軍設計出首艘鐵甲船殼軍艦。
- 1876年：美國俄亥俄州阿什特比拉河上的一座鐵路橋倒塌，造成湖岸和密西根南部鐵路（英语：Lake Shore and Michigan Southern Railway）列車上92人死亡，64人受傷。
- 1890年：美國政府為了保護淘金者安全，下令詹姆斯·威廉·福赛思（英语：James W. Forsyth）率领美國陸軍第七骑兵团部隊針對位於傷膝河的平原印第安人蘇族分支部落拉科塔族展開大屠殺，最終造成拉科塔族290人死亡及50人受傷而美軍31人死亡及33人受傷。

### 20世紀
- 1911年：杭達多爾濟、車林齊密特等王公喇嘛在库伦宣布獨立，擁立外蒙古第八世哲布尊丹巴呼图克图為皇帝，建立“大蒙古国”政府。
- 1911年：中華民國臨時大總統選舉，孫中山以16票當選中華民國臨時大總統，黎元洪以17票當選中華民國臨時副總統。孫中山於1月1日在南京就職，黎元洪於1月8日在武昌就職。
- 1928年：在皇姑屯事件發生後，中國東北地區奉系軍閥張學良宣布改換旗幟而接受國民政府管轄。
- 1934年：日本宣布退出《華盛頓海軍條約》及《倫敦海軍條約》。
- 1937年：《爱尔兰宪法》正式生效，宪法规定爱尔兰的国体为共和国，总统由选民直选产生。
- 1938年：汪精卫发表艳电公开投日。
- 1940年：德国戰機轟炸英國首都伦敦，近3000人死亡。
- 1941年：八路军将领林彪从苏联治伤回国，抵达新疆迪化。
- 1959年：美國物理學家理查·費曼在加州理工學院發表了題為「底下還大有可為」的演講，預言了納米技術領域的出現。
- 1968年：南京长江大桥正式建成通车。
- 1972年：東方航空401號班機於美國佛羅里達大沼澤區墜毀，造成機上101人死亡、75人受傷。
- 1975年：考古學家於中國湖北省雲夢縣城關之秦代官吏喜的墓中出土秦代竹簡考古文獻雲夢睡虎地秦簡。
- 1981年：罗纳德·里根宣布对苏联进行经济制裁。
- 1989年：瓦茨拉夫·哈维尔当选为捷克斯洛伐克总统。
- 1989年：日經平均指數盤中達到歷史最高的38,957.44點，隨後開始下跌，日本泡沫經濟逐漸破裂。
- 1991年：中華航空358號班機（波音747-200F貨機）在臺北縣萬里鄉山區墜毀，機上5名機員全部罹難。
- 1993年：《生物多樣性公約》正式生效。
- 1993年：中國宣布由1994年開始人民幣實行單一浮動匯率。
- 1993年：香港大嶼山寶蓮禪寺的天壇大佛舉行開光儀式，為當時世界上最大的戶外青銅佛像。
- 1994年：土耳其航空278號班機在接近土耳其凡城的費里特·梅倫國際機場（英语：Van Ferit Melen Airport）時墜毀，機上76人中有57人罹難。
- 1996年：瓜地馬拉總統阿尔瓦罗·恩里克·阿尔苏·伊里戈延與反政府游擊隊簽署和平協議，結束長達36年的內戰。

### 21世紀
- 2002年：英格蘭布萊頓維多利亞時代歷史古蹟皇宮碼頭之西碼頭部份坍塌入海中。
- 2003年：最後一位能流利使用阿卡拉薩米語的母語者逝世，阿卡拉薩米語宣告滅亡。
- 2005年：中華人民共和國全國人大常委會表決決定廢止農業稅，自西元前594年春秋時期魯國開徵初稅畝起共2600年歷史的皇糧國稅正式走入歷史。
- 2011年：薩摩亞獨立國和紐西蘭自治領托克勞把時區從國際日期變更線以東調整到國際日期變更線以西，直接跳過12月30日這一天。
- 2012年：紅翼航空一架圖-204在執飛調度航班時，於莫斯科伏努科沃國際機場降落時失事解體並起火，飛機零件衝出跑道並散落在M3公路上，事件導致機上八人當中五人死亡、三人重傷。
- 2013年：俄羅斯聯邦南部城市伏爾加格勒的伏爾加格勒1號站發生恐怖襲擊，造成包含嫌犯在內34人死亡及85人受傷。
- 2019年：中華民國立法院通過《反滲透法》，以反制與中華民國交戰、武力對峙或主張採取非和平手段之境外敵對勢力之滲透。
- 2021年：香港警務處國家安全處拘捕民主派網路媒體《立場新聞》6名高層及前高層人員，其後《立場新聞》宣布停止運作。
- 2024年：濟州航空一架波音737-800客機在全羅南道務安國際機場降落時衝出跑道撞牆起火，造成179人死亡、2人受傷。

## 出生
- 765年：阿里·里達，什葉派十二伊瑪目派第八任伊瑪目（818年逝世）
- 1552年：亨利一世·德·波旁，法國胡格諾派政治人物（1588年逝世）
- 1709年：，俄羅斯沙皇（1762年逝世）
- 1721年：龐巴度夫人，法國交際花，國王路易十五情婦（1764年逝世）
- 1800年：查爾斯·古德伊爾，美國商人，硫化橡膠發明人（1860年逝世）
- 1808年：安德魯·約翰遜，美國政治人物，第17任美國總統（1875年逝世）
- 1809年：威廉·格萊斯頓，英國政治人物，曾任英國首相（1898年逝世）
- 1830年：以斯拉·米克，美國拓荒先鋒（1928年逝世）
- 1843年：伊麗莎白，羅馬尼亞王后（1916年逝世）
- 1852年：阿爾伯特·邁克生，波蘭裔美國藉物理學家，1907年諾貝爾物理學獎得主（1931年逝世）
- 1854年：索倫·歐文·貝利，美國天文學家（1931年逝世）
- 1856年：湯姆斯·斯蒂爾吉斯，荷蘭數學家（1894年逝世）
- 1871年：歐內斯特·W·吉布森，美國律師、政治人物（1940年逝世）
- 1873年：卡爾·奧托·蘭普蘭，美國天文學家（1951年逝世）
- 1876年：帕布羅·卡萨爾斯，西班牙作曲家、指揮家（1973年逝世）
- 1880年：威廉·哈雷，美國企業家、發明家（1943年逝世）
- 1886年：羅曼·馮·恩琴，俄國男爵、白軍將領，外蒙古統治者，外號「血腥男爵」（1921年逝世）
- 1899年：聂荣臻，中国政治家、军事家（1992年逝世）
- 1909年：田中絹代，日本女演員、導演（1977年逝世）
- 1910年：羅納德·科斯，英國經济學家，1991年諾貝爾經济學獎得主（2013年逝世）
- 1911年：克勞斯·富赫斯，德國理論物理學家、間諜（1988年逝世）
- 1914年：比利·提普頓，美國爵士樂演奏家、樂隊領袖（1989年逝世）
- 1920年：約瑟法·伊洛伊洛，斐濟政治人物，第3任斐濟總統（2011年逝世）
- 1921年：羅伯特·貝克，美國康奈爾大學教授，雞塊發明人（2006年逝世）
- 1921年：多布里察·喬西奇，南斯拉夫聯盟共和國首任總統（2014年逝世）
- 1922年：威廉·蓋迪斯，美國小說家（1998年逝世）
- 1925年：李國士，香港漁農處處長（2016年逝世）
- 1926年：約翰·斯佩爾曼，美國政治人物，第18任華盛頓州州長（2018年逝世）
- 1927年：利昂·卡敏，美國心理學家（2017年逝世）
- 1929年：于爾根·埃勒斯，德國物理學家（2008年逝世）
- 1929年：何振梁，中國奧林匹克委員會名譽主席（2015年逝世）
- 1931年：李玖，李氏朝鮮王族遺裔（2005年逝世）
- 1931年：潘迪華，香港歌手、演員
- 1937年：穆蒙·阿卜杜勒·蓋約姆，馬爾地夫政治人物、獨裁者，第3任馬爾地夫總統
- 1938年：強·沃特，美國演員
- 1939年：賈恩卡洛·圭里尼，義大利男子水球運動員（2025年逝世）
- 1942年：拉傑殊·坎纳，印度演員（2012年逝世）
- 1950年：喬波·蓋佐，匈牙利男子輕艇運動員（2022年逝世）
- 1953年：湯瑪斯·巴赫，德國男子擊劍運動員
- 1955年：艾偉，台灣演員
- 1957年：奧利弗·希施比格，德國電影導演
- 1957年：杜嘉祺，英國銀行家、會計師，滙豐控股有限公司集團主席
- 1959年：岡崎律子，日本女歌手（2004年逝世）
- 1959年：何家勁，香港男演員
- 1961年：凱文·格蘭納達，美國生物力學博士，2007年弗吉尼亚理工大学校园枪击案32名罹難者之一（2007年逝世）
- 1962年：巴里·威爾莫爾，美國太空人
- 1962年：卡萊斯·普吉德蒙，加泰隆尼亞政治家
- 1963年：烏爾夫·克里斯特松，瑞典政治人物，現任瑞典首相
- 1967年：莉莉·華卓斯基，美國導演、編劇、製片人
- 1967年：何佩珊，台灣政治人物、前勞動部部長
- 1969年：梁小冰，香港女演員
- 1969年：郭秀雲，香港女演員
- 1972年：，英國男演員
- 1972年：李輝宰，韓國男演員、主持人
- 1973年：西奥·艾普斯坦，美國职棒大联盟芝加哥小熊執行副總裁、總經理
- 1974年：婷蔻·坎納，印度女作家、演員
- 1977年：新井圭一，日本漫畫家、插畫家
- 1978年：林宇中，馬來西亞歌手
- 1978年：基隆·代爾，英格蘭足球運動員
- 1978年：丹尼·希堅保咸，英格蘭足球運動員
- 1979年：狄亞哥·盧納，墨西哥演員
- 1980年：陸詩韻，香港女演員
- 1981年：荒川静香，日本女子花样滑冰運動員
- 1982年：愛麗森·布里，美國女演員
- 1987年：林岱縈，臺灣女藝人，現任Rakuten Girls副隊長
- 1988年：文詠珊，香港女演員，模特兒
- 1988年：林煜清，台灣職業棒球選手
- 1988年：扎維·阿格妮斯，匈牙利網球運動員
- 1988年：張檬，中國演員
- 1989年：黃鎧晴，香港女歌手
- 1989年：錦織圭，日本職業男子網球運動員
- 1990年：蔡梓銘，香港男歌手
- 1990年：葉慈毓，台灣女演員
- 1992年：陳詩欣，香港模特兒、女歌手
- 1992年：米斯拉夫·奧爾希奇，克羅埃西亞職業足球運動員
- 1992年：恩德森·佛朗哥，委內瑞拉職業棒球運動員
- 1994年：佳子內親王，日本皇室成員，秋篠宮文仁親王的次女
- 1995年：生駒里奈，日本女子偶像團體乃木坂46成員
- 1996年：李明德，中國男演員
- 1996年：村田寛奈，日本女歌手、模特兒
- 1996年：湊崎紗夏，韓國女子偶像團體TWICE日籍成員
- 1997年：江國豪，臺灣職業棒球運動員
- 1998年：葛鑫怡，中國女演員、歌手、模特兒
- 2000年：王怡人，韓國女子偶像團體EVERGLOW中籍成員
- 2010年：莎凡娜·菲利普斯，英國王室成員
- 生年不詳：涼花萌，日本女性聲優、偶像

## 逝世
- 721年：元明天皇，日本第41代天皇（661年出生）
- 1170年：托马斯·贝克特，英国大法官（1118年出生）
- 1208年：金章宗完顏璟，金朝第六位皇帝（1168年出生）
- 1563年：塞巴斯蒂安·卡斯特利奧，法國神學家（1515年出生）
- 1565年：文定王后，朝鲜王朝王后（1501年出生）
- 1773年：劉統勳，清朝政治人物（1700年出生）
- 1864年：薩洛蒙·米勒，德國博物學家（1804年出生）
- 1891年：利奥波德·克罗内克，德国数学家（1823年出生）
- 1916年：拉斯普丁，俄國宗教狂熱者。（1869年出生）
- 1926年：威廉·梅巴赫，德國引擎工程師，第一輛梅赫西迪品牌汽車的開發者（1846年出生）
- 1926年：莱纳·玛利亚·里尔克，德语诗人、作家（1875年出生）
- 1941年：南方熊楠，日本生物學家（1867年出生）
- 1941年：图利奥·列维-齐维塔，義大利數學家（1873年出生）
- 1965年：拉多·蒂博爾，匈牙利數學家（1895年出生）
- 1967年：保羅·塞繆爾·懷特曼，美國作曲家、小提琴家、指揮家（1890年出生）
- 1972年：約瑟夫·康奈爾，美国摄影师（1903年出生）
- 1972年：尼克·貝吉奇，美國政治人物，曾任聯邦眾議員（1932年出生）
- 1986年：哈羅德·麥米倫，英國政治人物，前任英國首相（1894年出生）
- 1987年：石川淳，日本小說家、作家（1899年出生）
- 1995年：吴扬明，被立王創始人（1944年出生）
- 1996年：尤敏，香港女演員（1936年出生）
- 2001年：朝比奈隆，日本指挥家（1908年出生）
- 2004年：朱利葉斯·阿克塞爾羅德，美國生物化學家，1970年諾貝爾生理學或醫學獎得主（1912年出生）
- 2007年：植村秀：日本彩妝大師（1928年出生）
- 2007年：菲臘·奧當尼，馬瑟韋爾足球會的蘇格蘭足球員（1972年出生）
- 2008年：杨锦宗，中国化学家（1932年出生）
- 2010年：亞維·高漢，以色列足球运动员（1956年出生）
- 2013年：夏志清，中国文学评论家（1921年出生）
- 2013年：沃伊切赫·基拉尔，波蘭古典音樂和電影配樂作曲家（1932年出生）
- 2014年：夏利萊，印度籍香港商人（1922年出生）
- 2015年：金養建，朝鲜政治家（1942年出生）
- 2018年：梁维燕，中国发电工程师（1929年出生）
- 2018年：林嶺東，香港电影导演（1955年出生）
- 2020年：皮爾·卡登，義大利裔法國服裝設計師（1922年出生）
- 2022年：比利，巴西退役足球運動員（1940年出生）
- 2022年：薇薇安·魏斯伍德，英國時裝設計師（1941年出生）
- 2023年：迈克尔·哈迪·博伊斯，紐西蘭法官、政治人物，第17任紐西蘭總督（1931年出生）
- 2024年：糸岡富子，日本超級人瑞（1908年出生）
- 2024年：吉米·卡特，美國政治人物，第39任美國總統，2002年諾貝爾和平獎得主（1924年出生）
- 2024年：琳達·拉文，美國女演員（1937年出生）
- 2024年：阿列克謝·布加耶夫，俄羅斯職業足球運動員（1981年出生）

## 节假日和习俗
- 爱尔兰：宪法日
- 蒙古国：独立日
- 美国：宽扎节第四天